# Vinícius Lopes da Silva
Vinícius Lopes da Silva, noto semplicemente come Vinícius Lopes (7 maggio 1999), è un calciatore brasiliano, attaccante del Santa Clara.

## Caratteristiche tecniche
È un centravanti.

## Carriera
Cresciuto nel settore giovanile del Goiás, ha esordito in prima squadra il 21 ottobre 2019 disputando l'incontro di Série A pareggiato 2-2 contro la Chapecoense.
Il 2 luglio 2024 si trasferisce a titolo definitivo al Santa Clara.

## Statistiche
Statistiche aggiornate al 14 agosto 2023.

### Presenze e reti nei club
| Stagione        | Squadra         | Campionato      | Campionato | Campionato | Coppe nazionali | Coppe nazionali | Coppe nazionali | Coppe continentali | Coppe continentali | Coppe continentali | Altre coppe | Altre coppe | Altre coppe | Totale | Totale | Totale |
| Stagione        | Squadra         | Comp            | Pres       | Reti       | Comp            | Pres            | Reti            | Comp               | Pres               | Reti               | Comp        | Pres        | Reti        | Pres   | Reti   |        |
| --------------- | --------------- | --------------- | ---------- | ---------- | --------------- | --------------- | --------------- | ------------------ | ------------------ | ------------------ | ----------- | ----------- | ----------- | ------ | ------ | ------ |
| 2019            | Goiás           | PD/GO+A         | 0+5        | 0          | CB              | 0               | 0               |                    | -                  | -                  | CV          | 0           | 0           | 5      | 0      |        |
| 2020            | Goiás           | PD/GO+A         | 8+28       | 0+6        | CB              | 1               | 0               | CS                 | 2                  | 0                  |             | -           | -           | 39     | 6      |        |
| 2021            | Goiás           | PD/GO+A         | 11+6       | 5+0        | CB              | 1               | 0               |                    | -                  | -                  |             | -           | -           | 18     | 5      |        |
| 2021            | Botafogo        | A/RJ+A          | 2+16       | 0+2        | CB              | 2               | 0               |                    | -                  | -                  |             | -           | -           | 20     | 2      |        |
| 2022-2023       | RWDM47          | 2L              | 16         | 0          | CB              | 2               | 1               |                    | -                  | -                  |             | -           | -           | 18     | 1      |        |
| 2023-2024       | Santa Clara     | SL              | 0          | 0          | TdP+CdL         | 0+1             | 0               |                    | -                  | -                  |             | -           | -           | 1      | 0      |        |
| Totale carriera | Totale carriera | Totale carriera | 92         | 13         |                 | 7               | 1               |                    | 2                  | 0                  |             | 0           | 0           | 101    | 14     |        |

## Palmarès

### Club

#### Competizioni nazionali
- Tweede klasse: 1

RWDM47: 2022-2023
- Liga Portugal 2: 1

Santa Clara: 2023-2024